# Clubiona samoënsis
Clubiona samoënsis este o specie de păianjeni din genul Clubiona, familia Clubionidae, descrisă de Lucien Berland în anul 1929. Conform Catalogue of Life specia Clubiona samoënsis nu are subspecii cunoscute.